# Ebenezer Obey

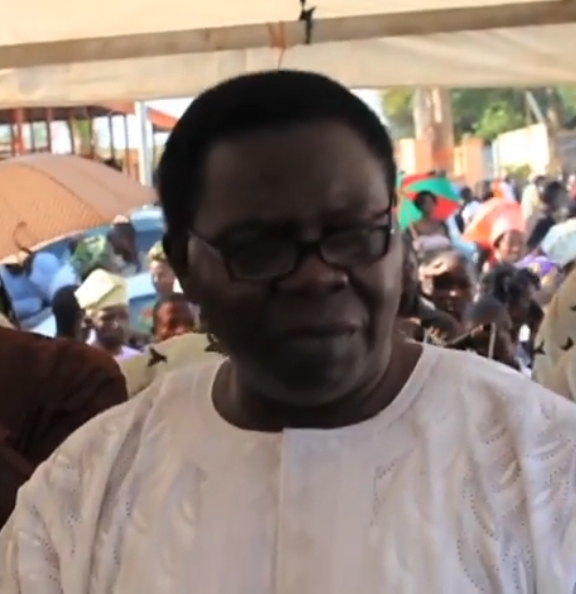
Ebenezer Obey.

Ebenezer Obey (Ebenezer Remilekun Aremu Olasupo Fabiyi) nacido en 1942 en Idogo (Nigeria), apodado Chief Commander es un músico nigeriano.
Obey pertenece a la etnia Yoruba. Él comenzó su carrera profesional a mediados de los años 50 después del migración a Lagos. Después de su paso por Fatai Rolling-Dollar's, formó una banda llamada International Brothers en 1964, y su banda pronto rivalizó con IK Dairo como grupo nigeriano más importante. Ellos tocaban una especie de blues, con una base de guitarra y highlife que influyó en el jùjú, incluyendo un complejo de elementos de percusión de reclamo-respuesta dominados por un gran elemento de percusión central. La lírica de Obey se dirigió a cuestiones urbanas e incorporó sus tradiciones Yoruba y su fe cristiana conservadora.
Obey comenzó a experimentar con el estilo de percusión yoruba ampliando la banda por añadiendo más baterías y guitarras. Las fuerzas musicales de Obey están en entretejidos en intricadas composiciones yorubas y música de pista de baile. Su música se encasilló en gospels para mundanos ricos y magnates de negocio nigerianos. Obey, sin embargo, es también tiene renombre por sus temas cristianos espirituales en su música y tiene desde los años 90 está retirado del Nigerian gospel music ministry.

## Discografía más destacable
- On The Town (1970)
- Odun Keresimesi (1972)
- Mo Tun Gbe De (1973)
- Eko Ila (1974)
- Alo Mi Alo (1975)
- Operation Feed The Nation (1976)
- Adam and Eve (1977)
- Current Affairs (1980)
- Je Ka Jo (1983)
- Vanity (1988)
- Get Yer Jujus Out (1989)
- Promised Land (2000)